# Jan Maksymiuk (dziennikarz)
Jan Maksymiuk (ur. 18 maja 1958 we wsi Lachy) – polski dziennikarz narodowości białoruskiej, tłumacz, eseista, krytyk literacki, popularyzator mikrojęzyka podlaskiego oraz twórca jego opisu gramatycznego i słownika.

## Życiorys
W 1983 ukończył studia na Wydziale Fizyki Uniwersytetu Warszawskiego. W maju 1981 był współzałożycielem Białoruskiego Zrzeszenia Studentów (BAS – biał. Беларускае аб’яднанне студэнтаў, Biełaruskaje abjadnannie studentaŭ). Działalność Zrzeszenia, niezarejestrowanego przez władze komunistyczne, została przerwana 13 grudnia 1981 w wyniku wprowadzenia stanu wojennego. Po ukończeniu studiów pracował przez trzy lata jako nauczyciel języka angielskiego w Białymstoku. Od września 1988 do marca 1989 był instruktorem, a następnie sekretarzem Zarządu Głównego Białoruskiego Towarzystwa Społeczno-Kulturalnego w Polsce. W latach 1989–1993 pracował jako dziennikarz w tygodniku mniejszości białoruskiej Niwa w Białymstoku.
Jesienią 1993 rozpoczął pracę jako tłumacz przy Ambasadzie Stanów Zjednoczonych w Warszawie, która trwała do wiosny 1998. Od 1998 mieszka wraz z rodziną na stałe w Czechach, gdzie pracuje w Radiu Wolna Europa w Pradze. Przez pierwsze 10 lat pracował jako dziennikarz anglojęzyczny w sekcji analitycznej Radia, a po jej rozwiązaniu w roku 2008 przeszedł do redakcji białoruskiej.

## Twórczość
Podczas pracy w redakcji „Niwy” Jan Maksymiuk wyjechał na półroczne stypendium badawcze do Nowego Jorku, ufundowane przez emigrację białoruską w USA. Plonem tego pobytu stała się napisana po białorusku książka o gimnazjum białoruskim działającym w obozach dla przesiedleńców (displaced persons) w powojennych Niemczech Zachodnich: „Беларуская Гімназія імя Янкі Купалы ў Заходняй Нямеччыне 1945-1950”.
Twórczość literacka Jana Maksymiuka z lat 1993–2004 obejmuje głównie tłumaczenia literatury pięknej z języka białoruskiego na polski oraz z języka angielskiego i czeskiego na białoruski. Z ciekawszych dokonań translatorskich Jana Maksymiuka warto odnotować przekłady na białoruski powieści „Ulisses” Jamesa Joyce’a (Białystok, Tom 1, 1993) i noweli „Lekcje tańca dla starszych i zaawansowanych” Bohumila Hrabala (Białystok 2000; Mińsk 2007).

### Mikrojęzyk podlaski
W roku 2004, po przeanalizowaniu wyników spisu powszechnego 2002 dotyczących identyfikacji narodowościowej i języka używanego w domu przez Białorusinów w województwie podlaskim, Jan Maksymiuk wystąpił z ideą wypracowania znormalizowanej wersji języka pisanego (literackiego) opartego na gwarach wschodniosłowiańskich, określanych potocznie wyrażeniem „po swojomu” i używanych między Narwią i Bugiem (południowa część województwa podlaskiego). Gwary te mieszkańcy identyfikujący się w spisie 2002 jako Białorusini zaliczyli na ogół do gwar białoruskich, a mieszkańcy określający się jako Ukraińcy nazwali gwarami ukraińskimi. Odnosząc się do wyników spisu powszechnego 2002 i powodów, które go skłoniły do zaproponowania odrębnego wschodniosłowiańskiego języka pisanego, Jan Maksymiuk napisał w roku 2009:
...spis stwierdził, że jedna i ta sama grupa gwar, w zależności od preferowanej opcji narodowościowej respondentów, może być postrzegana jako białoruska lub jako ukraińska. Sytuacja taka jest oczywiście zrozumiała na poziomie socjologicznym i emocjonalnym, ale stanowi jawną sprzeczność dla lingwistów.
Jednym z najmniej konfliktowych wyjść z tej sprzeczności, której następstwa wybiegają daleka poza zagadnienie czysto akademickie, wydaje się być przyjęcie stanowiska, że „prawda leży pośrodku” i że gwary podlaskie mogą być materiałem wyjściowym do rozwinięcia odrębnego języka pisanego. Język taki mógłby stanowić odrębną opcję przy identyfikacji języka domowego w przyszłych spisach powszechnych, nie determinując automatycznie identyfikacji narodowościowej użytkowników.
Ideę odrębnego wschodniosłowiańskiego mikrojęzyka pisanego, ogłoszoną publicznie po raz pierwszy na Trialogu Białoruskim zorganizowanym przez pisarza polsko-białoruskiego Sokrata Janowicza latem 2004, Jan Maksymiuk przedstawił następnie w artykule „Pisati po-svojomu” („Czasopis”, luty 2005) oraz w artykule „A Creative Potential Unclaimed or The Trilingual Belarusians of Podlachia” w roczniku „Annus Albaruthenicus 2005” będącym pokłosiem wspomnianego Trialogu.
Jan Maksymiuk konsekwentnie opowiada się za wykorzystaniem do zapisu mikrojęzyka podlaskiego alfabetu łacińskiego w odpowiednio zmodyfikowanej postaci. Proponuje wprowadzenie symboli ô, iê, ê do zapisu podlaskich dyftongów „uo”, „ie”, „ye” (przykłady: kôń (koń), siêm (siedem), rêčka (rzeka)); symboli ď, ť do zapisu miękkich d, t (przykłady: miêď (miedź), ťma (ciemność)); wykorzystanie symboli ž, š, č do zapisu dźwięków oznaczanych w polszczyźnie jako ż, sz, cz; oraz wykorzystanie występujących w polszczyźnie symboli ś, ź, ć, ń, ł na oznaczenie odpowiednich dźwięków w gwarach podlaskich.
W roku 2008 Jan Maksymiuk razem z bratem Aleksandrem Maksymiukiem stworzyli stronę internetową Svoja.org anonsowaną jako serwis „poświęcony normalizacji i rozwojowi nowego wschodniosłowiańskiego języka pisanego – podlaskiego”. Stronę stopniowo zapełniają teksty w językach podlaskim, polskim i białoruskim dotyczące różnych zagadnień gramatyki języka podlaskiego, opowiadania Haliny Maksymiuk po podlasku oraz przekłady Jana Maksymiuka na język podlaski utworów literackich z języków: angielskiego, francuskiego, hiszpańskiego, niemieckiego, norweskiego, duńskiego, czeskiego, włoskiego, rosyjskiego, ukraińskiego.
Na stronie Svoja.org znajduje się również pełny tekst pracy doktorskiej Jana Pietruczuka „Słownictwo wsi Kuraszewo koło Hajnówki”, której promotorem był polski slawista prof. Michał Łesiów. Praca ta zawiera podstawy gramatyczne gwary wsi Kuraszewo wraz ze słownikiem wykorzystującym do zapisu alfabet łaciński. Praca ta stała się inspiracją do stworzenia przez Jana Maksymiuka znormalizowanej literackiej wersji języka podlaskiego. W roku 2014 Jan Maksymiuk wydał książkę „Čom ne po-svojomu? Elementarz podlaski z objaśnieniami” zawierającą, oprócz kilku tekstów napisanych specjalnie dla tego wydania, wybór tekstów o języku podlaskim napisanych przez niego w latach 2005–2014. Książka stanowi manifest nowego, znormalizowanego języka podlaskiego oraz kompendium wiedzy o jego strukturze gramatycznej.
Oprócz działalności translatorskiej Jan Maksymiuk rozpoczął międzynarodową promocję znormalizowanego gramatycznie i ortograficznie języka podlaskiego. Uczestniczył w lingwistycznych sympozjach i konferencjach w Kanadzie, Słowacji, Japonii, Szkocji. Efektem tej promocji są jego artykuły o języku podlaskim w wydawnictwach naukowych: Cambridge Scholars Publishing, Peter Lang, Wydawnictwo Uniwersytetu Karola w Pradze, rocznik „Studium Carpato-Ruthenorum” Uniwersytetu w Preszowie w Słowacji.

### Współpraca z Teatrem Czrevo
W roku 2011 Jan Maksymiuk nawiązał współpracę z aktorką Joanną Stelmaszuk-Troc i przetłumaczył na język podlaski teksty do kilku zrealizowanych w założonym przez nią Teatrze Czrevo spektakli, między innymi nowelę Oksany Zabużko „Bajka o kalinowej fujarce” (spektakl „Ja j u poli verboju rosła”, premiera 2011), sztukę Federico García Lorki „Jerma” (spektakl „PustaJa”, premiera 2013), sztukę Antona Czechowa „Oświadczyny” (spektakl „Divosnuby”, premiera 2019).
We współpracy z Teatrem Czrevo Jan Maksymiuk opublikował dwie książki baśni po podlasku: „Kazki po-svojomu” (Białystok 2017) i „Kazki Andersena dla starych i małych” (Białystok 2019).

### Tłumaczenia na język polski z języka białoruskiego
- Za niebokresem Europy, Antologia młodej poezji białoruskiej 1987-1997, praca zbiorowa, Rada Programowa Tygodnika „Niwa”, Białystok[20] (1998)
- Adam Hlobus, Demonokameron, praca zbiorowa, Związek Białoruski w Rzeczypospolitej Polskiej, Białystok (1998)
- Wasil Bykau, Ściana, tłumaczenie wspólne z Czesławem Seniuchem, SETpro, Białystok (1999)
- Uładzimir Arłou, Requiem dla piły motorowej, praca zbiorowa, SETpro i Związek Białoruski w Rzeczypospolitej Polskiej, Białystok (2000)
- Andrej Chadanowicz, Święta nowego rocku, praca zbiorowa, Kolegium Europy Wschodniej im. Jana Nowaka-Jeziorańskiego we Wrocławiu (2006)
- Pępek nieba. Antologia młodej poezji białoruskiej, praca zbiorowa, Kolegium Europy Wschodniej im. Jana Nowaka-Jeziorańskiego we Wrocławiu (2006)
- Uładzimir Arłou, Kochanek Jej Wysokości, praca zbiorowa, Kolegium Europy Wschodniej im. Jana Nowaka-Jeziorańskiego we Wrocławiu (2006)
- Aleś Razanau, Leśna droga. Wersety, tłumaczenie wspólne z Olegiem Łatyszonkiem, Kolegium Europy Wschodniej im. Jana Nowaka-Jeziorańskiego we Wrocławiu (2007)
- Walancin Akudowicz, Dialogi z Bogiem, tłumaczenie wspólnie z Haliną Maksymiuk, Kolegium Europy Wschodniej im. Jana Nowaka-Jeziorańskiego we Wrocławiu (2008)
- Ihar Babkou, Królestwo Białoruś. Interpretacja ru(i)n, Kolegium Europy Wschodniej im. Jana Nowaka-Jeziorańskiego we Wrocławiu (2008)
- Nie chyliłem czoła przed mocą, praca zbiorowa, Kolegium Europy Wschodniej im. Jana Nowaka-Jeziorańskiego we Wrocławiu (2008)

### Tłumaczenia na język białoruski
- Джэймс Джойс (James Joyce), Уліс 1(Ulisses). Tłumaczenie z jęz. angielskiego, Orthdruk, Białystok (1993)
- Багуміл Грабал (Bohumil Hrabal), Танцавальныя гадзіны для старэйшых і спрактыкаваных (Taneční hodiny pro starší a pokročilé). Tłumaczenie z jęz. czeskiego, Корзун, Мінск (2007)
- Тар’ей Вэсас (Tarjei Vesaas), Лядовы палац (Is-slottet), tłum. z jęz. nowonorweskiego[21]
- Патрык Мадыяно (Patrick Modiano, Віла Журба (Villa Triste), tłum. z jęz. francuskiego[22]
- Патрык Мадыяно (Patrick Modiano), Прызнаньне ў каханьні (Lettre d’amour), tłum. z jęz. francuskiego[23]
- Хенрык Нордбрандт (Henrik Nordbrandt), Вершы (Wybór wierszy), tłum. z jęz. duńskiego[24]
- Уільям Фолкнэр (William Faulkner), Гоман і ятра (The Sound and the Fury), tłum. z jęz. angielskiego[25]

### Tłumaczenia na język podlaski
- Charles Perault, Bracia Grimm i Hans Christian Andersen, Kazki po-svojomu, Najpiękniejsze baśnie w języku Białorusinów Podlasia, Struha Editions & Teatr Czrevo, Białystok (2017)
- Hans Christian Andersen, Kazki Andersena, Dla małych i starych, Struha Editions & Teatr Czrevo, Białystok (2019)

- Graham Greene, Nevinny (The Innocent), tłum. z jęz. angielskiego[26]
- Tarjei Vesaas, Vesnianaja nôč (Vårnat), tłum. z jęz. nowonorweskiego[27]
- Pia Tafdrup, More, ja (Havet, jeg), tłum. z jęz. duńskiego[28]
- Heimito von Doderer, Mučenije skuranych kapšukôv (Die Peinigung der Lederbeutelchen), tłum. z jęz. niemieckiego[29]
- Oksana Zabużko, Kazka pro kalinovoho svistiolika (Казка про калинову сопілку), tłum. z jęz. ukraińskiego[30]
- Stanisław Lem, Temrava i pliêsnia (Ciemność i pleśń), tłum. z jęz. polskiego[31]
- Gabriel García Márquez, Sliêd tvojiê kroviê na snihovi (El rastro de tu sangre en la nieve), tłum. z jęz. hiszpańskiego[32]
- Bohumil Hrabal, Hostina (Hostína), tłum. z jęz. czeskiego[33]
- Dino Buzzati, Siêm poverchuv (Sette piani), tłum. z jęz. włoskiego[34]
- Erwin Strittmatter, Sini sołoviêj (Die blaue Nachtigall), tłum. z jęz. niemieckiego[35]
- Erwin Strittmatter, Jak ja poznakomivsie z mojim diêdom (Wie ich meinen Großvater kennenlernte), tłum. z jęz. niemieckiego[36]
- Erwin Strittmatter, Koli ja šče byv koniokradom (Als ich noch ein Pferderäuber war), tłum. z jęz. niemieckiego[37]
- Federico García Lorca, Jerma (Yerma), tłum. z jęz. hiszpańskiego[38]
- Jack London, Biêła Tišyna (The White Silence), tłum. z jęz. angielskiego[39]
- William Faulkner, Ruža dla Emily (Rose for Emily), tłum. z jęz. angielskiego[40]
- Jorge Luis Borges, Sad, u kotorum stežki rozychodiatsie (El jardín de senderos que se bifurcan), tłum. z jęz. hiszpańskiego[41]
- Jon Fosse, Chtoś pryjde (Nokon kjem til a komme), tłum. z jęz. nowonorweskiego[42]
- Anton Czechow, Divosnuby (Предложение), tłum. z jęz. rosyjskiego[43]
- Iwan Bunin, Natalie, tłum. z jęz. rosyjskiego[44]